# Karen Nyberg
Karen LuJean Nyberg (Parkers Prairie, 7 ottobre 1969) è un'ex astronauta e ingegnere statunitense.

## Formazione
Nyberg è nata a Parkers Prairie, in Minnesota, e si è laureata summa cum laude in ingegneria meccanica nella University of North Dakota nel 1994. Ha continuato gli studi nella Università del Texas ad Austin, sulla termoregolazione negli esseri umani e il metabolismo, in relazione al controllo termico nelle tute spaziali.
Questi studi, che costituiscono il suo dottorato di ricerca, sono stati svolti all'Austin BioHeat Transfer Laboratory.

## Carriera alla NASA

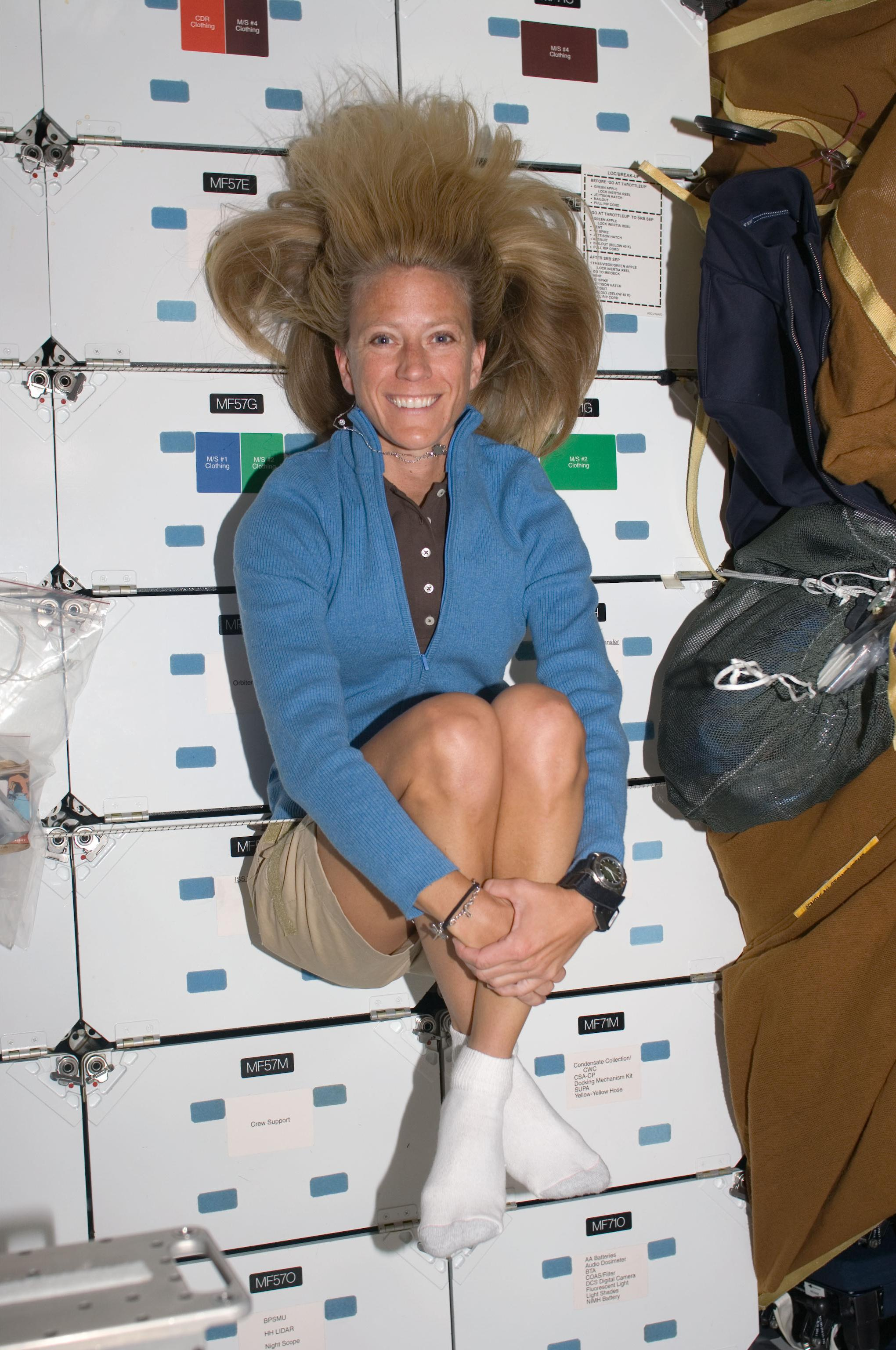
Nyberg fluttua in assenza di gravità sul ponte dello Shuttle Discovery durante la missione STS-124

Ha lavorato al Johnson Space Center dal 1991 al 1995. Nel 1998, dopo aver completato il dottorato, ha accettato un impiego nel Crew and Thermal Systems Division come Environmental Control Systems Engineer per migliorare i sistemi di controllo termico delle tute spaziali e valutare le tecnologie di raffreddamento delle tute dei vigili del fuoco. Inoltre ha progettato dei sistemi di controllo termico per le future missioni lunari e marziane e un'analisi del sistema di controllo ambientale per una camera iperbarica ripiegabile.
È stata scelta come astronauta candidata dalla NASA nel luglio 2000 e dopo due anni di addestramento e valutazione, è stata scelta come specialista di missione e assegnata ai compiti tecnici nell'Astronaut Office Station Operations Branch dove ha svolto le funzioni di Crew Support Astronaut per l'equipaggio della Expedition 6 durante i 6 mesi trascorsi a bordo della Stazione spaziale internazionale. Nel 2006 Nyberg ha fatto parte dello studio NASA chiamato NEEMO (NASA Extreme Environment Mission Operations) nel laboratorio Aquarius sottomarino per portare avanti la preparazione degli astronauti al ritorno sulla Luna e all'eventuale missione su Marte.
Nyberg è stata assegnata all'equipaggio della missione dello Space Shuttle Discovery STS-124, che a giugno 2008 è giunta sulla Stazione Spaziale per installare i componenti del laboratorio giapponese Kibō.

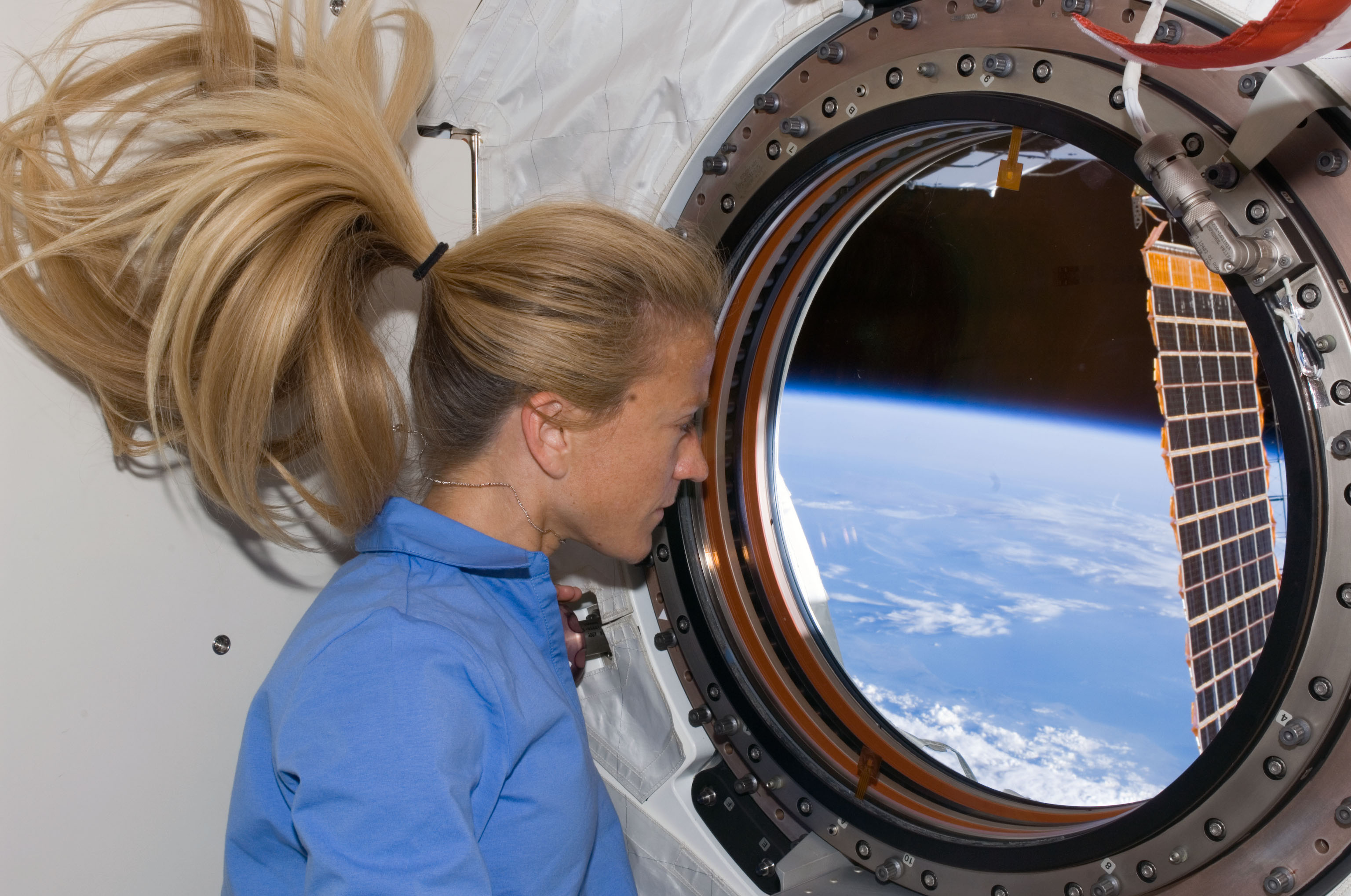
Durante la missione STS-124, Nyberg osserva il panorama dal finestrino del laboratorio Kibō

Il 28 maggio 2013 parte con la Sojuz TMA-09M dal Cosmodromo di Baikonur, Kazakistan, in direzione della Stazione spaziale internazionale.